# Арцаго д'Ада
Арца̀го д'А̀да (на италиански: Arzago d'Adda; на ломбардски: Arsagh, Арсаг) е малкло градче и община в Северна Италия, провинция Бергамо, регион Ломбардия. Разположено е на 106 m надморска височина. Населението на общината е 2745 души (към 2017 г.).